# Fiorenzo Ballardin
Fiorenzo Ballardin (né le 5 juillet 1948 à Sandrigo,) est un coureur cycliste italien, actif dans les années 1960 et 1970.

## Biographie
Fiorenzo Ballardin commence le cyclisme à l'âge de quinze ans au VC Varese Ganna. Il court ensuite sous les couleurs de la SC Lainatese, après huit années passées dans son club formateur. 
Ancien membre de l'équipe d'Italie, il a remporté une étape de la Course de la Paix en 1973. Il a également terminé quatrième du championnat du monde du contre-la-montre par équipes en 1970, avec plusieurs de ses compatriotes. Son palmarès est principalement constitué de courses nationales et régionales. 
Il met un terme à sa carrière au milieu des années 1970, avec environ quarante victoires à son actif. Malgré ses performances, il n'est jamais passé professionnel. 

## Palmarès
- 1966
  - Gran Premio Inda
- 1969
  - Circuit de Mede
  - Une étape de la Vuelta de la Juventud Mexicana
- 1970
  - Trophée Raffaele Marcoli
- 1971
  - Coppa Caduti Nervianesi
  - Circuito Pievese
- 1973
  - 2e étape de la Course de la Paix
  - 2e de la Coppa d'Inverno
  - 3e de la Semaine cycliste bergamasque
- 1974
  - Coppa Caduti Nervianesi